# 庭菖蒲属
庭菖蒲属（学名：Sisyrinchium）是鸢尾科下的一个属，为草本植物，分布于北美。

## 词源
属名Sisyrinchium：源于希腊语sys-（猪）和rynchos（吻）的合成词

## 物种
该属共有约75种, 包括:
- 白花庭菖蒲 Sisyrinchium albidum
- 蓝眼庭菖蒲 Sisyrinchium atlanticum
- Sisyrinchium bermudiana
- 加州庭菖蒲 Sisyrinchium californicum
- 黃花庭菖蒲 Sisyrinchium iridifolium
- 庭菖蒲 Sisyrinchium rosulatum